# Milionia dohertyi
Milionia dohertyi là một loài bướm đêm trong họ Geometridae.